# Davidsbündlertänze
Le Davidsbündlertänze sono una raccolta di diciotto brani per pianoforte scritti dal compositore tedesco Robert Schumann nel 1837.

## Storia
Il 1837 non fu un anno felice per Schumann. Vivendo in casa di Friedrich Wieck, suo insegnante di pianoforte, si era innamorato della figlia Clara che, seppur giovanissima, era già un'eccellente concertista. Wieck ostacolò in ogni modo il loro rapporto e costrinse Clara a lunghe tournée pur di allontanarla da Robert. Il musicista, addolorato, sentendosi sempre più solo, si abbandonò all'alcool, ma non smise comunque di comporre. Tra le opere di quell'anno spiccano diciotto miniature per pianoforte che Schumann intitolò Davidsbündlertänze con un preciso riferimento alla Lega dei fratelli di Davide, compagnia ideata fantasticamente dal musicista; la Lega doveva essere costituita da un gruppo di artisti che si opponevano ai filistei, ovvero ai reazionari in campo artistico. I due principali esponenti della Lega erano Florestano ed Eusebio, le due anime di Schumann che rappresentavano il primo il suo aspetto più battagliero e passionale, l'altro quello più pacato e intimo. I diversi brani della raccolta, che non sono delle vere e proprie danze, costituiscono come un dialogo musicale tra i due personaggi che firmano a turno o insieme, con l'iniziale, i vari pezzi.
I Davidsbündlertänze si possono considerare come completamento di un'ideale trilogia compositiva che prese l'avvio con i Papillons nel 1831  e continuata con il Carnaval del 1835. Schumann revisionò l'opera nel 1850 modificando il titolo in Davidsbündler e limando quanto poteva sembrare troppo "anticonformista"

## Struttura
L'edizione del 1837 comprendeva la seguente epigrafe:
"Vecchio detto: In ogni e qualsiasi epoca la gioia e il dolore si mescolano: rimani fedele alla gioia e sii pronto al dolore con coraggio."
1. Lebhaft (Vivace) (Sol maggiore), Florestano e Eusebio
2. Innig (Intimamente) (Si minore), Eusebio
3. Mit humor. Etwas hahnbuchen. Schneller (Con humor. Un po' impetuoso. Più veloce) (Sol maggiore), Florestano
4. Ungeduldig (Con impazienza) (Si minore), Florestano
5. Einfach (Semplicemente) (Re maggiore), Eusebio
6. Sehr rasch und in sich hinein (Molto rapido e intimo) (Re minore),Florestano
7. Nicht schnell. Mit ausserst starker Empfindung (Non veloce. Profondamente espressivo) (Sol minore), Eusebio
8. Frisch (Con freschezza) (Do minore), Florestano
9. Lebhaft (Vivace) (Do maggiore), Florestano
10. Balladenmassig. Sehr rash (Come una ballata molto veloce) (Re minore), Florestano
11. Einfach (Semplicemente) (Si minore), Eusebio
12. Mit humor (Con humor) (Mi minore), Florestano
13. Wild und lustig (Selvaggio e divertente) (Si minore), Florestano e Eusebio
14. Zart und singend (Dolce e cantabile) (Mi bemolle maggiore), Eusebio
15. Frisch (Con freschezza) (Sol minore), Florestano e Eusebio
16. Mit gutem Humor (Con buon umore) (Sol maggiore), conduce senza pause al brano successivo
17. Wie aus der Ferne (Come da lontano) (Si maggiore), Florestano e Eusebio
18. Nicht schnell (Non veloce) (Do maggiore), Eusebio

## Analisi
I diciotto pezzi della raccolta rappresentano «una delle opere pianistiche più perfette ancorché misconosciute»  della produzione schumanniana e riflettono tutte quelle luci e ombre che affollavano la mente del musicista. Le due personalità diverse e complementari di Eusebio e Florestano rispecchiano quegli aspetti di gioia e dolore riportati nell'epigrafe iniziale, tutto l'insieme delle Davidsbündlertänze contemplano infatti la suddivisione emotiva dei due sentimenti.
L'aspetto tematico dei singoli brani nasce da semplici spunti e scaturisce quindi dal tessuto armonico del pezzo. Anche se non vi è un'unità tematica è però presente una continuità fra i singoli momenti, come fossero elementi di un discorso che si svolge fra le due personalità di Eusebio e Florestano, precisati sempre dalle indicazioni, non solo esecutive, poste dall'autore all'inizio di ogni singolo pezzo.